# Trupień (Pogórze Kaczawskie)
Trupień (niem. Sarg Berg, Sargberg) – wzniesienie o historycznej wysokości 481 m n.p.m., w południowo-zachodniej Polsce, na Pogórzu Kaczawskim, na Pogórzu Złotoryjskim.
Przed zaawansowaniem eksploatacji kamieniołomu było to najwyższe wzniesienie na Pogórzu Złotoryjskim. Przed 2014 r. kamieniołom zniszczył jednak wierzchołek, a pozostała część wzgórza jest obecnie niższa od Mszanej. Nowa wysokość jest aktualnie nieznana (nie przeprowadzono nowego zdjęcia topograficznego).
Wzniesienie położone jest na terenie otuliny Parku Krajobrazowego "Chełmy", w północno-wschodniej części Pogórza Kaczawskiego, w północno-zachodniej części Pogórza Złotoryjskiego, około 2,0 km na południowy wschód od Wilkowa i około 2,0 km na północny zachód od Kondratowa, w woj. dolnośląskim.
Dość wyraźne wzniesienie o stromych zboczach. Na zachodzie łączy się z Sosnówką i Łysanką, a na północy ze Średnią Górą i Prusicką Górą.
Wzniesienie o zróżnicowanej budowie geologicznej. Szczyt jest zbudowany z mioceńskiego bazaltu, stanowiącego część dawnego komina wulkanicznego. Bazalt budujący wzniesienie tworzy regularne słupy o średnicy 30–40 cm, grube nieregularne pseudosłupy lub nieregularne bryły. W bazalcie występują bomby oliwinowe. Wokół neku występują górnokredowe gruboziarniste piaskowce o jasnych barwach. Poniżej, na zboczach południowo-zachodnich, południowych, wschodnich i północno-wschodnich występują dolnotriasowe (pstry piaskowiec) piaskowce czerwone, przeważnie przykryte glinami zboczowymi i rumoszem skalnym.
Na podłożu bazaltowym rośnie wiele ciekawych roślin, m.in. wawrzynek wilczełyko, przylaszczka, barwinek pospolity, kopytnik pospolity, marzanka wonna.
Na wschodnim zboczu wzniesienia znajduje się kamieniołom eksploatowany przez Kopalnie Odkrywkowe Surowców Drogowych Sp. z o.o. w Wilkowie.